# Mordella holomelaena
Mordella holomelaena is een keversoort uit de familie spartelkevers (Mordellidae). De wetenschappelijke naam van de soort is voor het eerst geldig gepubliceerd in 1914 door Apfelbeck.